# Ramón Domene
Domene  Reyes est un nom espagnol. Le premier nom de famille, en général paternel, est Domene ; le second, en général maternel, souvent omis, est Reyes.
Ramón Domene Reyes (né le 2 janvier 1990 à Villena) est un coureur cycliste espagnol. 

## Biographie
En 2012, il devient champion d'Espagne sur route dans la catégorie espoirs (moins de 23 ans),.

## Palmarès sur route

### Par année
- 2006
  - 2e du championnat d'Espagne du contre-la-montre cadets
- 2008
  - 3eb étape de la Vuelta al Besaya
  - 3e de la Vuelta al Besaya
  - 3e du championnat d'Espagne du contre-la-montre juniors
- 2009
  - 2e de l'Ereñoko Udala Sari Nagusia
  - 2e du Trofeo San Antonio
  - 2e du Gran Premio San Antonio
  - 3e du Mémorial Sabin Foruria
- 2010
  - Circuito Nuestra Señora del Portal
  - 2e de la Coupe d'Espagne espoirs
  - 2e de l'Antzuola Saria
  - 2e du Gran Premio San Bartolomé
  - 3e de l'Ereñoko Udala Sari Nagusia
- 2011
  - Tour de Carthagène
  - Mémorial Luis Resua
  - 2e du Trophée Guerrita
- 2012
  -  Champion d'Espagne sur route espoirs
  - Pentekostes Saria
  - Mémorial Luis Resua
  - 3e du San Isidro Sari Nagusia

### Classements mondiaux
| Année           | 2011 |
| --------------- | ---- |
| UCI Europe Tour | 868e |

## Palmarès sur piste

### Coupe du monde
- 2009-2010
  - 3e de la poursuite par équipes à Cali

### Championnats du monde juniors
- Le Cap 2008
  -  Médaillé de bronze de l'omnium juniors

### Championnats nationaux
- 2006
  -  Champion d'Espagne du 500 mètres cadets
- 2007
  - 2e du championnat d'Espagne de l'américaine juniors
- 2008
  - 2e du championnat d'Espagne du kilomètre juniors
- 2009
  - 3e du championnat d'Espagne de poursuite par équipes

## Palmarès en cyclo-cross
- 2004-2005
  - 2e du championnat d'Espagne de cyclo-cross cadets
- 2005-2006
  -  Champion d'Espagne de cyclo-cross cadets